# 竹ヶ原敏之介
竹ヶ原 敏之介（たけがはら としのすけ、生年月日非公表）は日本のシューズデザイナー。

## 人物
福岡県立明善高等学校卒業。東京造形大学中退。大学在学中に独学で靴のデザインを開始。
1994年ドレスシューズブランド「竹ヶ原敏之介」（現「AUTHENTIC SHOE & Co.」）を設立。
渡英しイギリスの靴メーカー「GEORGE COX」や「GRENSON」との協業。
「Tricker's」にて製作に携わる。
2004年、英国北部に位置する靴博物館「Northampton Museum and Art Gallery」に制作した靴が永久保存として収蔵される。
無類の靴好きで革靴からスニーカーに至るまで、コレクションしている靴の量は一時期2000足を超え、専用コンテナと倉庫にナンバリングして保管していると雑誌のインタビューで語った。
極端に自身の露出を嫌うため、2007年篠山紀信による撮影以降、雑誌web共に顔写真は存在しない。

## 経歴
- 1994年 - ドレスシューズブランド『竹ヶ原敏之介』設立。
- 1996年 - 英国『GEORGE COX』との協業。
- 1998年 - 渡英。
- 1999年 - 英国より帰国。『竹ヶ原敏之介』を再開。
- 2000年 - 新たなシューズブランド『foot the coacher』を立ち上げる。
- 同年 -『NUMBER (N)INE』のシューズを手掛ける。
- 2001年 - 仏シューズブランド『PARABOOTS』との協業。
- 2002年 - ブランド名『竹ヶ原敏之介』を『AUTHENTIC SHOE & Co. 』(社名と同一) に改名。
- 同年 - ニューヨークに渡り映画監督＜ジム・ジャームッシュ＞と出会い、同氏デザインによるアクセサリーブランド『FLASHPOINT STUDIOS』の日本総代理契約を獲得。
- 2003年 -イギリスのシューズブランド『Tricker's』と＜Tricker's' by TOSHINOSUKE TAKEGAHARA＞を手掛ける。
- 同年9月 -『GALLERY OF AUTHENTIC』設立。
- 2004年3月 - 英国北部に位置する『Northampton Museum and Art Gallery』 に『AUTHENTIC SHOE & Co.』の「SETTA」が展示される。 “Shoe of the Month” に展示後、“Permanent Collection(永久保存コレクション)” へ移行。
- 同年 -『Dr.Martens展』出展。
- 2006年6月 - ソニア・パークの店『SHOES and THINGS』や『ARTS＆SCIENCE』にてレディースシューズを手掛ける。
- 2007年10月 -『foot the coacher』新宿伊勢丹メンズ店オープン。
- 2009年10月 - 直営店『GALLERY OF AUTHENTIC』オープン。
- 2010年 - レディースシューズブランド『BEAUTIFUL SHOES』をスタート。
- 同年 -『TAKAHIROMIYASHITATheSoloist.』のシューズを手掛ける。
- 同年 -『NEW BALANCE』と＜foot the coacher × NEW BALANCE＞を発表。
- 2011年 -『HELMUT LANG』のシューズデザインを手掛ける。
- 2012年1月 - ミラノ、パリにて自身による新しいシューズブランド『SPECTUSSHOECO.』を発表。
- 同年 -『Chaco』とのコラボサンダル発表。
- 2013年 -『HYKE』のシューズを手掛ける。
- 同年 -『SOPH.』のシューズを手掛ける。
- 同年 -イギリスのシューズブランド『GRENSON』と＜foot the coacher by GRENSON＞を発表。
- 2014年7月 - ミラノ、パリ、東京にて新たなシューズブランド『FOOTSTOCK ORIGINALS®』を発表。
- 2015年9月 ‐ 伊シューズブランド『SUTOR MANTELLASSI』より、俳優Marcello Mastroianniモデル『MM4』を発表。
- 2016年 -『MOUNTAIN RESEARCH』と＜MOUNTAIN RESEARCH × SPECTUSSHOECO.＞を発表。
- 同年 -『UNDERCOVER』のシューズを手掛ける。
- 2017年 - 株式会社三陽商会にてシューズブランド『三陽山長』のディレクションを手掛ける。
- 2018年 - イギリスのトレイルランニングブランド『inov8』と＜foot the coacher × inov8＞発表。
- 同年 -『ANREALAGE』のシューズを手掛ける。
- 同年 - スタイリスト山本康一郎による『スタイリスト私物』と＜フット ザ コーチャー と スタイリスト私物＞を発表。
- 同年 - 東京オリンピックにてスウェーデンオリンピック選手団のシューズ制作を手掛ける。
- 同年 - 三笠宮彬子女王殿下のオーダーメイドシューズを製作。
- 2019年 - 株式会社ファーストリテイリングにて『ユニクロ』のシューズプロジェクトを監修。
- 同年 - ドイツ『GOST BAREFOOTS』社とのコラボレーション＜foot the coacher ×GOST BAREFOOTS＞を発表。
- 2020年 -アパレルブランド『AURALEE』のシューズを手掛ける。
- 同年 - アパレルブランド『HYKE』と『BEAUTIFUL SHOES』のコラボレーション＜BEAUTIFUL SHOES × HYKE＞を発表。
- 2021年 - 株式会社丸井グループにて共創サスティナビリティプロジェクトデザイナー就任。
- 同年 - アパレルブランド『UNDERCOVER』と『BEAUTIFUL SHOES』のコラボレーション＜BEAUTIFUL SHOES × UNDERCOVER＞を発表。
- 2022年 - フランスのシューズブランド『Marbot』のデザイナーに就任。以後、毎シーズンのコレクションを手掛ける。
- 2023年 - フランスの『Officine Universelle Buly』を手掛ける「ラムダン トゥアミ」と靴を製作。
- 2024年 - 自身による新ブランド『PPACO™』がスタート。 「Overturn common sense.(常識をひっくり返そう）」をテーマにファーストコレクションを発表。
- 同年 - アパレルブランド『Wtaps』と『PPACO™』のコラボレーション＜Wtaps × PPACO™＞を発表。
- 同年 - アパレルブランド『HYKE』と『PPACO™』のコラボレーション＜HYKE × PPACO™＞を発表。
- 同年 - アパレルブランド『ENNOY』と『PPACO™』のコラボレーション＜ENNOY × PPACO™＞を発表。
- 同年 - アパレルブランド『DESCENDANT』のシューズを製作。